# راي ميلر (صحفي)
راي ميلر (بالإنجليزية: Ray Miller)‏ هو صحفي أمريكي، ولد في 28 مارس 1919 في فورت وورث في الولايات المتحدة، وتوفي في 27 سبتمبر 2008 في هيوستن في الولايات المتحدة.